# Xisco Pires
Xisco, właś. Francisco Manuel Pires Costa (ur. 25 stycznia w Viana do Castelo) – andorski piłkarz grający na pozycji bramkarza. W sezonie 2020/2021 występuje w klubie UE Engordany.

## Kariera juniorska
Pires grał w juniorskich drużynach FC Andorry w latach 2013–2017.

## Kariera seniorska

### FC Andorra
Pires trafił do seniorskiej drużyny FC Andorra w sezonie 2017/2018. Rozegrał w niej 9 meczów, nie strzelając żadnego gola.

### UE Santa Coloma
Pires podpisał kontrakt z UE Santa Coloma 1 lipca 2019 roku. Debiut dla tego zespołu zaliczył on 22 września 2019 roku w meczu z FC Santa Coloma (2:2). Łącznie w barwach UE Santa Coloma Andorczyk wystąpił w 14 spotkaniach, nie zdobywając żadnej bramki.

### UE Engordany
Pires przeniósł się do UE Engordany 1 lipca 2020 roku. Zadebiutował dal tego klubu 20 grudnia 2020 roku w wygranym 2:0 spotkaniu przeciwko UE Santa Coloma. Do 24 maja 2021 roku Andorczyk dla UE Engordany rozegrał 8 meczów, nie strzelając żadnego gola.

## Kariera reprezentacyjna
Pires grał dla młodzieżowych reprezentacji Andory: U-17 (3 spotkania, bez bramek), U-19 (5 spotkań, jedna bramka), oraz U-21 (14 spotkań, bez bramek). 
Piłkarz ten strzelił gola dla reprezentacji Andory U-19 w przegranym 3:2 spotkaniu przeciwko Izraelowi. Bramka padła po rzucie wolnym w 73 minucie. Xisco asystował również przy trafieniu Alexa Martíneza w 54 minucie.
| Nr | Przeciwko                     | Ranga           | Data                | Czyste konto | Wynik (czer. przegrane) |
| -- | ----------------------------- | --------------- | ------------------- | ------------ | ----------------------- |
| 1  | Republika Zielonego Przylądka | Mecz towarzyski | 7 października 2020 | N            | 1:2                     |